# ريك بوغنار
رِيتْشَارْدْ بُوغَنَّارْ ( بِالْإِنْجِلِيزِيَّةِ : Richard Bognar ) ( مِنْ مَوَالِيدَ 16 يَنَايِرَ 1970 وَتُوُفِّيَ 20 سِبْتَمْبِر 2019 )  كَانَ بُوغَنَّارْ مُصَارِعًا مُحْتَرِفًا كَنَدِيًّا وَمُمَثِّلاً وَمُتَحَدِّثًا تَحْفِيزِيًّا ، اِشْتَهَرَ بِاسْمِ اَلْحَلْبَةِ رِيزُرْ رَامُونْ " اَلْمُزَيَّفِ " اَلَّذِي ظَهَرَ لِأَوَّلِ مَرَّةٍ فِي اِتِّحَادِ اَلْمُصَارَعَةِ اَلْعَالَمِيِّ إِلَى جَانِبِ دِيزِلَ " اَلْمُزَيَّفِ " فِي قِصَّةٍ بَعْدَ رَحِيلِ سُكُوتِ هَوْلٍ (رِيزُرْ رَامُونْ ) وَ كِيفِنْ نَاشْ ( دِيزِل ) مِنْ دَبْلِيُو دَبْلِيُو إِفْ وَانْضِمَامُهُمَا إِلَى دَبْلِيُو سِي دَبْلِيُو . كَمَا أَنَّهُ صَارَعَ بِشَخْصِيَّةِ بِيجْ تِيتَانْ فِي اِتِّحَادِ فُورَنْتِيرْ مَاتِيرْيَالْ - آرْتِسْ رِيسْلِينْغْ ( أَفِ أُمُّ إِيهْ دَبْلِيُو ) اَلْيَابَانِيَّ .

## مِهْنَة مُصَارَعَةٍ اَلْمُحْتَرِفِينَ

### كَنَدَا ( مُنْذُ 1988 حَتَّى 1991 )
ظُهْرَ تِيتَانْ فِي عَامِ 1988 فِي اِتِّحَادَاتِ اَلْمُصَارَعَةِ اَلْمُسْتَقِلَّةِ اَلْكَنَدِيَّةِ ، بِمَا فِي ذَلِكَ WFWA فِي مَدِينَةٍ وِينْنِيبِيجْ Winnipeg وَاتِّحَادِيَّ CIWF و CNWA كِلَاهُمَا يَقَعُ فِي مَدِينَةِ كَالْجَارِي . كَمَا صَارَعَ لِصَالِحِ اِتِّحَادِ Stampede Wrestling .

### اِتِّحَادِ فُورَنْتِيرْ مَاتِيرْيَالْ - آرْتِسْ رِيسْلِينْغْ ( أَفِ أُمُّ إِيهْ دَبْلِيُو ) ( مُنْذُ 1991 حَتَّى 1994 )
فِي عَامِ 1991 ظَهَرَ رِيكْ بُوغَنَّارْ بِاسْمِ اَلْحَلْبَةِ بِيجْ تِيتَانْ مِنْ خِلَالِ اِتِّصَالَاتِ رِيكِي فَوْجَيْ فِي كَنَدَا وَانْضَمَّ إِلَى اِتِّحَادِ فُورَنْتِيرْ مَاتِيرْيَالْ - آرْتِسْ رِيسْلِينْغْ ( أَفِ أُمُّ إِيهْ دَبْلِيُو ) اَلْيَابَانِيَّ . وَظَهَرَ لِأَوَّلِ مَرَّةٍ فِي عَرْضِ 20 نُوفَمْبِر 1991 أَثْنَاءَ دُخُولِهِ فِي عَرْضِ FMW Conquest World ' s Strongest Mixed Martial Arts Tag League Battle - Tag 1 مَعَ ذَا جِلَادِيتُورْ . وَفَازَ بِبُطُولَةِ اَلْعَالَمِ لِفُنُونِ اَلدِّفَاعِ عَنْ اَلنَّفْسِ لِلْوَزْنِ اَلثَّقِيلِ فِي عَرْضِ FMW Haru Ichiban ! FMW - Tag 9 اَلَّذِي أُقِيمَ فِي 15 يَنَايِرَ 1992 ، بِفَوْزِهِ عَلَى أَتْسُوشِي أُونِيتَا .اِسْتَمَرَّتْ فَتْرَةَ حَمْلِ تِيتَانْ بِاللَّقَبِ خَمْسَةَ عَشَرَ يَوْمًا فَقَطْ قَبْلَ أَنْ يَخْسَرَ أَمَام طَرَزَانْ جُوتُو فِي عَرْضِ FMW Tatari No Saito ' 92 - Tag 1 اَلَّذِي أُقِيمَ فِي أُوسَاكَا فِي 30 يَنَايِر 1992 . كَانَ أَيْضًا جُزْءًا مِنْ فَرِيقِ كَنَدَا اَلْأَصْلِيِّ مَعَ رِيكِي فَوْجَيْ وَ دُّكْتُورُ لُوثَرْ وَ ذَا جِلَايِدْتُورْ . قَامَ بِتَشْكِيلِ فَرِيقِ مَعَ ذَا جِلَادِيتُورْ ، وَفِي 18 يَنَايِرَ 1994 ، هَزَمُوا أَتْسُوشِي أُونِيتَا وكَاتَسُوتُوشِي نِيَامًا فِي نِهَائِيِّ اَلْبُطُولَةِ لِيُصْبِحُوا أَوَّلَ أَبْطَالِ FMW Brass Knuckles Tag Team Championship وَذَلِكَ فِي عَرْضِ FMW Senfu ' 94 - Tag 11 . وَاسْتَمَرَّتْ فَتْرَةُ حَمْلِهِمَا لِلَّقَبِ حَتَّى 21 أَبْرِيل 1994 وَذَلِكَ فِي عَرْضِ FMW Haisuinojin - Tag 5 عِنْدَمَا خَسِرُوا أَمَامُ مِسْتَر بُوجُو وهِيسَاكَاتَسُو أَوَيَا . وَسَجَّلَ آخِرٌ مُبَارَاةٍ لَهُ مَعَ اَلشَّرِكَةِ فِي 9 دِيسِمْبِرَ 1994 فِي قَاعَةٍ كُورَاكُوينْ فِي خَسَارَةِ شَرِيكِهِ اَلسَّابِقِ جِلَادِيتُورْ وَذَلِكَ فِي عَرْضِ
FMW Atsushi Onita Memorial Retirement Tour ~Final Chapter~ November Series War - Tag 14 .

### كَإتْشْ رَيْسَلْنُغْ أَسسُّوَيْشَانْ ( سِي دَبْلِيُو إِيهْ ) ( مُنْذُ 1994 حَتَّى 1995 )
بَعْدُ أَنْ أَنْهَى بُوغَنَّارْ اِلْتِزَامُهُ مَعَ اَتَحَادَ فُورْنْتِيرْ مَاتِيرْيَالْ - آرْتِسْ رِيسْلِينْغْ ( أَفِ أُمُّ إِيهْ دَبْلِيُو ) اَلْيَابَانِيَّ ، ظُهْرَ بُوغَنَّارْ لِأَوَّلِ مَرَّةٍ مَعَ اِتِّحَادِ كَإتْشْ رِيسْلِينْغْ أَسُوسِيَاشِنْ اَلْأَلْمَانِيُّ فِي عَرْضِ CWA Euro Catch Festival اَلَّذِي أُقِيمَ في 17 دِيسِمْبِرَ 1994 حَيْثُ خَسِرَ أَمَام رَامْبُو . كَانَ يُصَارِعُ مَعَ رَامْبُو وَأُوغِسْتْ سَمَيْسَلْ وِكَانُونْبُولْ جَرِيزْلِي وَتُونِي سَانْتْ كِلِيرْ . وَتَرَكَ اَلشَّرِكَةَ فِي دِيسِمْبِرَ 1995 .

### رِيسْلِينْغْ أُنَدِّ رُومَانْسْ / رِيسْلِينْجْ أَسُوسِيَاشِينْ أَرَ ( دَبْلِيُو إِيهْ أَرَ ) ( مُنْذُ 1995 حَتَّى 1996 )
عَادَ بُوجَنَّارْ لِلْيَابَانِ وَانْضَمَّ لِاتِّحَادِ جِينِيشِيرُّوْ تِينِرْيُو دَبْلِيُو إِيهْ أَرَ عَامُ 1995 . وَصَارَعَ تَحْتَ اِسْمِ تِي دُو ، وَانْضَمَّ لَاحِقًا لِإِسْطَبْلِ ل فُويُوكِي - غَانْ ، اَلَّتِي تَتَأَلَّفُ مِنْ هِيرُومِيتِّشِي " كُودُو " فُويُوكِي وَجَيِّدُو وَجَادُو ؛ اِنْضَمَّ لَهُمْ لَِيُونِ دُو اَلْمَجْمُوعَةَ . وَغَادَرَ فِي أُغُسْطُسَ 1996.

### بُطُولَة اَلْمُصَارَعَةِ اَلْمُتَطَرِّفَةِ ( إِي سِي دَبْلِيُو ) ( عَامُ 1996 )
ذَهَبَ بُوغَنَّارْ لَلُولَابَاتْ اَلْمُتَّحِدَةَ وَانْضَمَّ لِفَتْرَةٍ وَجِيزَةٍ فِي اِتِّحَادِ إِي سِي دَبْلِيُو ، حَيْثُ كَانَ يُصَارِعُ بِشَخْصِيَّةِ بِيجْ تِيتَانْ اَلَّتِي كَانَ يُصَارِعُ بِهَا فِي اِتِّحَادِ فُورَنْتِيرْ مَاتِيرْيَالْ - آرْتِسْ رِيسْلِينْغْ ( أَفِ أُمُّ إِيهْ دَبْلِيُو ) اَلْيَابَانِيَّ . وَظَهَرَ فِي عَرْضِ Big Ass Extreme Bash فِي مَارِسَ 1996 ، وَهَزَمَ جَادْجْ دُرَيْدْ. وَفِي اَلْيَوْمِ اَلتَّالِي خَسِرَ أَمَام سَابُو .

### اَلِاتِّحَاد اَلْعَالَمِيِّ لِلْمُصَارَعَةِ ( دَبْلِيُو دَبْلِيُو إِفْ ) ( مُنْذُ 1996 حَتِي 1997 )
فِي سِبْتَمْبِرَ 1996 ، قَدَّمَ جِيمْ رُوسَ المُذِيعٍ بُوجَنَّارْ كـ " رِيزِرْ رَامُونْ " وَغِيلَنْ تُومَاسْ كـ " دِيزِلَ " كَجُزْءٍ مِنْ قِصَّةٍ تَسْخَرُ مِنْ رَحِيلِ اَلْمُوَظَّفِينَ اَلسَّابِقِينَ سُكُوتَ هَوْلِ وُكَيْفِينْ نَاشْ ، اَلَّذِينَ غَادَرُوا اَلِاتِّحَادُ إِلَى بُطُولَةِ اَلْعَالَمِ لِلْمُصَارَعَةِ . كَانَتْ اَلْقِصَّةُ أَيْضًا مُحَاوَلَةً لِتَحْوِيلِ جِيمْ رُوس إِلَى هِيلْ . وَمَعَ ذَلِكَ ، أَثْبَتَ دَوْرُ هِيلْ جِيمْ رُوسَ أَنَّهُ لَا يَحْظَى بِشَعْبِيَّةٍ وَتَمَّ إِسْقَاطُهُ عَلَى اَلْفَوْرِ تَقْرِيبًا . كَمَا أَثْبَتَتْ قِصَّةً رَيْزُورْ رَامُونْ وَدِيزِلُ اَلْمُزَيَّفِينَ أَنَّهَا لَا تَحْظَى بِشَعْبِيَّةٍ لَدَى اَلْمُعْجَبِينَ . فِي حَلْقَةِ 20 أُكْتُوبَر مِنْ عَرْضِ Superstars ،رِيزُرْ رَامُونْ " اَلْمُزَيَّفِ " هَزَمَ بُوبْ هُولِي . وَ فِي 21 أُكْتُوبَر 1996 ، سَجَّلَ فَوْزًا مُفَاجِئًا عَلَى مَارْكِ مِيرُو وَذَلِكَ فِي عَرْضِ اَلْرُاو لَيْلَةَ اَلْإِثْنَيْنِ. فِي حَلْقَةِ 3 نُوفَمْبِرَ 1996 فِي عَرْض WWF Superstars of Wrestling ، هَزَمَ بُوغَنَّارْ وَدِيزِلُ اَلْمُزَيَّفِ بَارِي هُورُويْتِزْ وَأَلْدُو مُونْتُويَا. فِي عَرْضِ Survivor Series ( 1996 ) ، تَعَاوُنُ بُوجَنَارْ مَعْ فَارُوقُ و فِيدَارْ وَ دِيزِل لِلتَّنَافُسِ فِي مُبَارَاةٍ إِقْصَائِيَّةٍ فَرِقِ مِنْ أَرْبَعَةٍ ضِدَّ فِلَاشْ فُونْكْ وَجِيمْي سَنُوكَا وِ سَافْيُو فِيجَا وِ يوكُوزُونَا اَلَّتِي اِنْتَهَتْ بدُونَ فَائِزٍ . كَمَا عَانَى بُوغَنَّارْ مِنْ خَسَائِرَ لِأَمْثَالِ سَافْيُو فِيجَا وَ بَرَيْتُ هَارْتْ . هَزَمَ بُوجَنَّارْ وَدِيزِلُ اَلْمُزَيَّفِ أَمَامَ فَرِيقِ ذَا جَادُوينْزْ فِي حَلْقَةِ عَرْضِ راو يَنَايِرَ 1997 . فِي 11 يَنَايِرَ 1997 ، صَارَعَ فِي اَلْحَدَثِ اَلرَّئِيسِيِّ لِلْحَلْقَةِ اَلثَّانِيَةِ مِنْ WWF Shotgun Saturday Night حَيْثُ خَسِرَ أَمَام رُوكِي مَافِيَا . عَلَى اَلرَّغْمِ مِنْ تَلَقِّي مُبَارَاةِ بُطُولَة اَلْعَالَمِ لِلْفِرَقِ ضِد أُويِنْ هَارْتْ وَذَا بِرِيتْشْ بَوْلَ دُوغْ فِي عَرْضِ In Your House 12: It's Time ( اَلَّذِي خَسِرُوهُ ) ،اِسْتَمَرَّتْ تِلْكَ اَلْقِصَّةِ وَعِنْدَهَا اِسْتَمَرَّتْ سِلْسِلَةُ هَزَائِمِهِ وَانْتَهَتْ فِي 1997 Royal Rumble . كَانَ بُوغَنَّارْ أَوَّلِ مِنْ يَتِمُّ إِقْصَاؤُهُ فِي مُبَارَاةٍ اَلرُّويَّالْ رَامَبْلْ ، عِنْدَمَا تَمَّ إِقْصَاؤُهُ مِنْ قَبْلُ أَحْمَدْ جُونْسُونْ . فِي غُضُونِ ذَلِكَ ، كَانَ جَاكُوبْسْ آخِر مُصَارِعٍ تَمَّ إِقْصَاؤُهُ قَانُونِيًّا مِنْ مُبَارَاةٍ Royal Rumble وَفَازَ سِتُّونَ كَوَلَد بِهَذِهِ اَلْمُبَارَاةِ .

### لُوتْشَا لِيَبْرِيَ تَرْبِلْ إِيهْ وُرْلِدْ وَايِدْ ( عَامُ 1997 )
فِي مَارِسَ 1997 ، صَارَعَ كُلٌّ مِنْ دِيزِلَ وَرَامُونَ اَلْمُزَيَّفَانِ فِي اَلْمَكْسِيك لِصَالِحِ لُوتْشَا لِيَبْرِيَ تِرِيلْ إِيهْ وُرْلِدْ وَايِدْ ( تَرْبِلْ إِيهْ ) فِي مَبَارِيَاتَ فَرْقْ ضِد فُويِرْزَا جُويْرِيرَا وِبِينْتَاجُونْ وَايِلْ كَانِيكْ وَلَاتِينُ لِوَفْرِ وسِيبِينْتِيكُو . لَقَدْ أَمْضَوْا شَهْرَيْنِ هُنَاكَ قَبْلَ أَنْ يَتِمَّ تَسْرِيحُهُمْ .

### اِتِّحَادِ يُونَاتِيدْ سْتِيتْسْ رِيسْلِينْجْ أَسُوسِيَاشِنْ ( يُو إِسْ دَبْلِيُو إِيهْ ) ( عَامُ 1997 )
مُبَاشَرَة بَعْدَ عَامِ 1997 Royal Rumble تَمَّ إِرْسَالُ كُلٍّ مِنْ جَاكُوبْسْ وَبْوَجْنَارْ إِلَى اِتِّحَادِ يُونَاتِيدْ سْتِيتْسْ رِيسْلِينْجْ أَسُوسِيَاشِنْ ( يُو إِسْ دَبْلِيُو إِيهْ ) كَجُزْءٍ مِنْ بَرْنَامَجِ تَبَادُلِ اَلْمَوَاهِبِ . فِي اَلْبِدَايَةِ ، وَاصَلَ اَلْاِثْنَانِ شَرَاكَتُهُمَا ، لَكِنَّهُمَا تَعَرَّضَتَا لَاحِقًا لِلْهَزَائِمِ . خَسِرَ جَاكُوبْسْ مُبَارَاةِ " اَلْخَاسِرِ يُغَادِرُ اَلْمَدِينَةَ " أَمَام بُوغَنَّارْ فِي 24 يُونْيُو 1997 فِي لُويزْفِيلْ ، كِنْتَاكِي ، لَكِنَّهُ سَيَعُودُ بَعْدَ ذَلِكَ بِوَقْتٍ قَصِيرٍ تَحْتَ قِنَاعِ دُومْسِدَايْ Doomsday . وَأُعِيدَ تَجْمِيعُ جَاكُوبْسْ فِي وَقْتٍ لَاحِقٍ مِنْ ذَلِكَ اَلْعَامِ كَشَقِيقِ اَنْدِرْتِيكْرْ كِينْ وَاسْتَمَرَّ فِي تَحْقِيقِ نَجَاحٍ كَبِيرٍ . بُوغَنْرْ نَفْسَهُ تَخَلَّى عَلَنًا عَنْ شَخْصِيَّةٍ رَيْزُورْ رَامُونْ عَلَى تِلِفِزْيُونِ ( يُو إِسْ دَبْلِيُو إِيهْ ) وَصَرَّحَ بِأَنَّهُ سَيُطْلَقُ عَلَيْهِ اَلْآنَ اِسْمَ " رِيكْ تِيتَانْ " فِي شَهْرِ يُولْيُو 1997. بُعْدُ هَزِيمَةٍ بُولْدُوغْ رِينِيسْ Bulldog Raines وَفِي 30 أُغُسْطُس 1997، غَادَرَ بُوغَنَّارْ اَلشَّرِكَةُ ، حَيْثُ اِنْتَهَى عَقْدُهُ لِمُدَّةِ عَامٍ وَاحِدٍ . حَيْثُ فِي نُوفَمْبِرَ مِنْ ذَلِكَ اَلْعَامِ أَعْلَنَ اَلِاتِّحَادُ عَنْ إِغْلَاقِ أَبْوَابِهِ .

### وُرْلِدْ رِيسْلِينْغْ كَاوِنْسِيلْ ( دَبْلِيُو دَبْلِيُو سِي ) ( عَامُ 1997 )
بَعْدٌ مُغَادَرَةٍ بُوجَنَّارْ اِتِّحَادَ يُونَاتِيدْ سْتِيتْسْ رِيسْلِينْجْ أَسُوسِيَاشِنْ ( يُو إِسْ دَبْلِيُو إِيهْ ) ، ذَهَبَ إِلَى بُورْتُورِيكُو لِلْعَمَلِ فِي اِتِّحَادِ وُرْلِدْ رِيسْلِينْغْ كَاوِنْسِيلْ ( دَبْلِيُو دَبْلِيُو سِي ) بِشَخْصِيَّةِ رِيزِرْ رَامُونْ فِي أُكْتُوبَرَ 1997 حَيْثُ دَخَلَ فِي صِرَاعٍ مَعَ كَارْلُوسْ كُولُونْ . خَسِرَ أَمَامَ كُولُونْ فِي جَمِيعِ مُبَارَيَاتِهِمْ .

### اِتِّحَادِ نِيُو جَابَانْ بُرُو رِيسْلِينْغْ ( أَنَّ جِي بِي دَبْلِيُو )( مُنْذُ 1998 حَتَّى 1999 )
عَادَ تِيتَانْ إِلَى اَلْيَابَانِ ، حَيْثُ اِنْضَمَّ إِلَى اِتِّحَادِ نِيُو جَابَانْ بُرُو رِيسْلِينْغْ ( أَنَّ جِي بِي دَبْلِيُو ) وَأَصْبَحَ عُضْوًا فِي فَرِيقِ nWo Japan اَلْخَسِيسَ . اِنْتَهَى بِهِ اَلْأَمْرُ بِإِصَابَةِ رَقَبَتِهِ فِي مُبَارَاةٍ ضِدَّ شِينِيَّا هَاشِيمُوتُو فِي 15 فَبْرَايِرَ 1998 فِي قَاعَةِ نِيبُونْ بُودُوكَانْ . عَلَى اَلرَّغْمِ مِنْ أَنَّهُ تُصَارِعُ مَرَّتَيْنِ بَعْد إِصَابَةِ رَقَبَتِهِ ، إِلَّا أَنَّهُ لَمْ يَشْعُرْ بِنَفْسِ اَلشَّيْءِ بَعْدَ ذَلِكَ ، وَصَارَعَ آخِرٌ مُبَارَاةٍ لَهُ فِي 23 أَبْرِيل 1999 فِي طُوكْيُو رِيوجُوكُو كُوكُوجِيكَانْ عِنْدَمَا تَعَاوَنَ مَعَ كِيجِي مُوتُو و هِيرُويُوشِي تِينْزَانْ وَ هَزَمَ تَاتْسُومِي فُوجِينَامِي وِ مَانَابُو نَاكَانِيشِي أُوسَامُو نِيشِيمُورَا .

### اَلْعَوْدَةُ إِلَى كَنَدَا ( مُنْذُ 1997 حَتَّى 2000 )
```
عَادَ بُوغَنَّارْ إِلَى كَنَدَا لِأَوَّلِ مَرَّةٍ مُنْذُ عَامِ 1991 . وَذَلِكَ اَلْعَمَلُ مَعَ اِتِّحَادِ اَلْمُصَارَعَةِ Can - Am وَ مَقَرُّهُ فِي أَلْبِرْتَا و سَاسْكَاتْشُوَانْ . صَارَعَ مَعَ 
بِيفْ وِيلِينْجِتُونْ
 . فِي عَامِ 1999 ، عَادَ إِلَى Stampede Wrestling بَعْدُ أَنْ اِنْهَارَتْ اَلشَّرِكَةُ فِي عَامِ 1990 وَتَمَّ إِعَادَةَ فَتْحِ اَلِاتِّحَادِ فِي أَوَائِلِ عَامِ 1999 بِوَاسِطَةٍ 
رُوسٍ
 
وبُرُوسْ هَارْتْ
 . اِعْتَزَلَ اَلْمُصَارَعَةَ فِي عَامِ  2000  بُعْدِ مَسِيرَةِ حَافِلَةٍ بِالْإِنْجَازَاتِ .
```

### اَلْعَوْدَةُ إِلَى اَلْمُصَارَعَةِ ( عَامُ 2012 )
عَادَ رِيكْ بُوغَنَّارْ إِلَى اَلْمُصَارَعَةِ بَعْدَ أَنْ ظَلَّ غَيْرَ نَشِطٍ لِمُدَّةِ 12 عَامًا فِي 29 سِبْتَمْبِر 2012 . صَارَعَ فِي كَالْجَارِي لِصَالِحِ اِتِّحَادِ CNWA Mega اَلَّذِي تَعَاوَنَ مَعَ رَامٍ دَانْتِي لِهَزِيمَةِ كَيِّ سِي أَنْدِرُوسْ وَكِينِيِّ دُوَلٍ كَانَتْ هَذِهِ آخِر مُبَارَاةٍ لَهُ قَبْلَ اِعْتِزَالِ اَلْمُصَارَعَةِ بِشَكْلٍ نِهَائِيٍّ .

## اَلتَّمْثِيلُ وَالْخَطَابَةُ اَلتَّحْفِيزِيَّةُ
```
ظَهَرَ رِيكْ بُوغَنَّارْ أَوْ تِيتَانْ فِي مُسَلْسَلِ حَبِيبَتِي ، لَقَدْ قَلَّصَتْ اَلْأَطْفَالَ : اَلْعَرْضُ اَلتِّلْفَازِيُّ  " Honey ، I Shrunk the Kids : The TV Show " فِي حَلْقَةٍ بِعُنْوَانِ Honey , Meet the Barbarians " عَزِيزَتِي ، قَابِلِي اَلْبَرَابِرَةَ " بِدَوْرٍ " اَلْبَرْبَرِيِّ اَلْأَكْثَرِ خُبْثًا " وَتَمَّ عَرْضُ اَلْحَلْقَةِ فِي 6 فَبْرَايِرَ 1998 .
[
5
]
 وَ بَعْد اِنْتِهَاءِ مَسِيرَتِهِ فِي اَلْمُصَارَعَةِ ، وَجَدَ بُوغَنَّارْ مِهْنَةً جَدِيدَةً كَمُتَحَدِّثٍ تَحْفِيزِيٍّ ( يُطْلَق عَلَيْهِ مُتَحَدِّثًا تَحْوِيلِيًّا ) بَعْد قِرَاءَةِ كِتَابٍ عَنْ  
بُوذَا
 وَجَدُّهُ فِي مِنْضَدَةٍ لَيْلِيَّةٍ .
[
6
]
 
بَدَأَ بِدِرَاسَةِ اَلدِّيَانَاتِ اَلشَّرْقِيَّةِ وَقَالَ ذَاتَ مَرَّةٍ " فِي نِهَايَةِ اَلْأَمْرِ ، كَانَ عُمْرِي حَوَالَيْ 30 عَامًا وَفَكَّرْتُ ، " يَالْعَجَبْ ! ، مَا اَلَّذِي سَأَفْعَلُهُ بِحَيَاتِي ؟ " قَالَ تِيتَانْ " كُنْتُ أَعْلَمُ أَنَّنِي لَنْ أَسْتَطِيعَ اَلْعَوْدَةُ ( لِلْمُصَارَعَةِ ) " . " فِي اَلنِّهَايَةِ ، دَرَسَتْ مَعَ 
رَاهِبٍ
 بُوذِيٍّ لِنَحْوِ أَرْبَعِ سَنَوَاتٍ ، وَهُوَ رَاهِبٌ بُوذِيٌّ مِنْ اَلتِّبِت . لَقَدْ عَلَّمَنِي اَلْكَثِيرُ عَنْ اَلتَّأَمُّلِ وَكَيْفِيَّةِ تَهْدِئَةِ اَلْعَقْلِ وَكَيْفِيَّةِ اَلتَّخَلُّصِ مِنْ اَلتَّوَتُّرِ ؟ " .
```

## اَلْمَوْتُ
```
فِي 20 سِبْتَمْبِر 2019 ، تُوُفِّيَ رِيكْ بُوغَنَّارْ بِنَوْبَةٍ قَلْبِيَّةٍ " غَيْرِ مُتَوَقَّعَةٍ وَمُفَاجِئَةٍوَهُوَ فِي عُمْرِ 49 عَامًا.
[
7
]
[
8
]
 وَ قَامَ مُصَارِعُونَ آخَرُونَ مِثْلٌ 
كِرِيسْ جِيرِيكُو
 
وَ جِلِينَ جَاكُوبْسْ
  بِتَكْرِيمِهِ عَلَى حَسَّابَتِهِ عَلَى مِنَصَّاتٍ 
اَنتَّسْتِغْرَامْ
 وِ 
تْوِيتَرْ
 .
[
9
]
[
10
]
```

## فِيلْمُوغَرَافِيا
| سَنَةٌ  | عُنْوَانٍ                                      | دَوْرٍ                          | مَلْحُوظَاتٍ                              |
| ---- | ------------------------------------------ | ---------------------------- | ------------------------------------ |
| 1998 | حَبِيبَتِي ، لَقَدْ قَلَّصَتْ اَلْأَطْفَالَ : اَلْعَرْضُ اَلتِّلْفَازِيُّ | اَلْبَرْبَرِيُّ اَلْأَكْثَرُ لُؤْمًا          | اَلْحَلْقَةَ : " حَبِيبَتِي ، قَابِلِي اَلْبَرَابِرَةَ " |
| 2015 | اَلْمُسَكِّنَاتِ                                   | سَاسْكُوَاتْشْ أَوْ ذُو اَلْقَدَمِ اَلْكَبِيرَةِ |                                      |

## اَلْبُطُولَاتُ وَالْإِنْجَازَاتُ
- اِتِّحَادُ كَنِيدْيَانْ رُوكِي مَاوِنْتِينْ رِيسْلِينْغْ ( سِي آَرْ إِمْ دَبْلِيُو ) 
  - بُطُولَةٌ CRMW اَلدَّوْلِيَّةَ ( مَرَّتَيْنِ ) [2]
- اِتِّحَادِ فُورَنْتِيرْ مَاتِيرْيَالْ - آرْتِسْ رِيسْلِينْغْ ( أَفِ أُمُّ إِيهْ دَبْلِيُو ) 
  - بُطُولَة FMW Brass Knuckles لِلْوَزْنِ اَلثَّقِيلِ ( مَرَّةٌ وَاحِدَةٌ ) [11]
  - بُطُولَة FMW Brass Knuckles Tag Team ( مَرَّةٌ وَاحِدَةٌ ) - مَعَ ذَا جِلَادِيتُورْ [12][13]
  - دَوْرِيُّ بُطُولَةٍ FMW Brass Knuckles Tag Team ( عَامُ 1994 ) - مَعَ ذَا جِلَادِيتُورْ [14]
- بْرُو رِيسْلِينْغْ أَلِيسْتَرِيتِيدْ 
  - صَنَّفَهُ بِي دَبْلِيُو أَيْ فِي اَلْمَرْتَبَةِ رَقْمِ 124 مِنْ بَيْنِ أَفْضَلَ 500 مُصَارِعٍ فَرْدِيٍّ فِي تَصْنِيفِ مَجَلَّةٍ بُرُو رِيسْلِينْغْ أَلِيسْتَرِيتِيدْ PWI 500 لِعَامِ 1995 [15]
- رِيسْلِينْغْ أُوبْسِيرْفِيرْ نِيوُزْلِيتْرّ
  - جَائِزَة أَسْوَأِ شَخْصِيَّةِ أَوْ وَسِيلَةِ تَحَايُلٍ ( لِعَامِ 1996 ) رِيزَارْ رَامُونْ اَلْمُزَيَّف
  - جَائِزَة اَلتَّكْتِيكَاتِ اَلتَّرْوِيجِيَّةِ اَلْأَكْثَرِ إِثَارَةً لِلِاشْمِئْزَازِ ( لِعَامِ 1996 )  تَقَمُّصُهُ لِشَخْصِيَّةِ رَيْزُورْ رَامُونْ اَلْمُزَيَّفِ

## أنظر أيضا
- قائمة الوفيات المبكرة لمصارعة المحترفين

## روابط خارجية
- ريك بوغنار في قاعدة بيانات الأفلام على الإنترنت
- Rick Bognar's profile at Cagematch.net, Wrestlingdata.com, Internet Wrestling Database